# Контроллер базовых станций
Контро́ллер ба́зовых ста́нций (англ. Base Station Controller, BSC) — сетевой элемент, являющийся ядром подсистемы радиосети (BSS) сотовой связи стандарта GSM.

## Функции
- Переключение и освобождение разговорных каналов между MSC (коммутатором) и BTS (базовой станцией).
- Управление процедурой Frequency hopping (перескоки разговорного канала по частоте в радиоинтерфейсе).
- Уведомление мобильной станции о поступившем вызове (Paging).
- Управление уровнями излучаемой мощности мобильной и базовой станции во время разговора при изменении условий приёма.
- Наблюдение за качественными характеристиками радиосигнала во время разговора (качество, уровни приёма, интерференция и др.).
- Управление эстафетной передачей разговора от одной базовой станции к другой при перемещении абонента либо при изменении радиообстановки без прерывания разговора (Handover control).
- Обслуживание BTS / BSC / TCSM — установка и обновление ПО на элементы BSS, мониторинг и устранение аварийных ситуаций, изменение логического состояния элементов, тестирование оборудования BSS.
- Поддержка интерфейсов на NMS / BTS / TCSM / SGSN.

## Характеристики
- Количество обслуживаемых приёмопередатчиков (TRX)
- Количество обслуживаемых сот (секторов)
- Количество обслуживаемых базовых станций (BTS)
- Количество разговорных каналов в радиосети
- Нагрузка, собираемая базовыми станциями
- Количество портов Е1
- Размеры и рабочая зона
- Потребляемая мощность